# Jackson Pollock
Paul Jackson Pollock (Cody, 28 gennaio 1912 – Long Island, 11 agosto 1956) è stato un pittore statunitense.
Considerato uno dei maggiori artisti del XX secolo, egli è ritenuto uno dei massimi esponenti dell'espressionismo astratto o action painting.
Artista molto influente anche al di fuori del genere espressionistico, nonostante il grande successo pubblico egli non fu sempre apprezzato dai critici. Il suo dipinto No.5  (del 1948) è stato venduto all'asta nel 2006 per un valore di oltre 140 milioni di dollari risultando uno dei dipinti più costosi nella storia dell'arte.

## Biografia

### Infanzia e giovinezza
Pollock nacque nel 1912 a Cody, Wyoming, da LeRoy Pollock e Stella May McClure, ed era il più giovane di cinque fratelli. Suo padre faceva l'agricoltore e in seguito diventò un agrimensore alle dipendenze dello Stato. Jackson trascorse la sua gioventù tra l'Arizona e la California e studiò alla High School di Reverside e poi alla Manual Arts High School di Los Angeles, dalle quali venne espulso per indisciplina.
Ebbe modo di entrare a contatto con i nativi americani mentre accompagnava il padre a effettuare i rilevamenti. Nel 1929, raggiungendo il fratello Charles, si trasferì a New York, dove entrambi diventarono allievi del pittore Thomas Hart Benton alla Art Students League che fu uno dei maggiori esponenti del realismo americano. La predilezione di Benton per i soggetti ispirati alla campagna americana non fece una grande presa su Pollock, ma il suo ritmico uso del colore e il suo fiero senso di indipendenza ebbero invece su di lui un'influenza duratura.

### Il periodo trascorso a Springs e la sua singolare tecnica di pittura

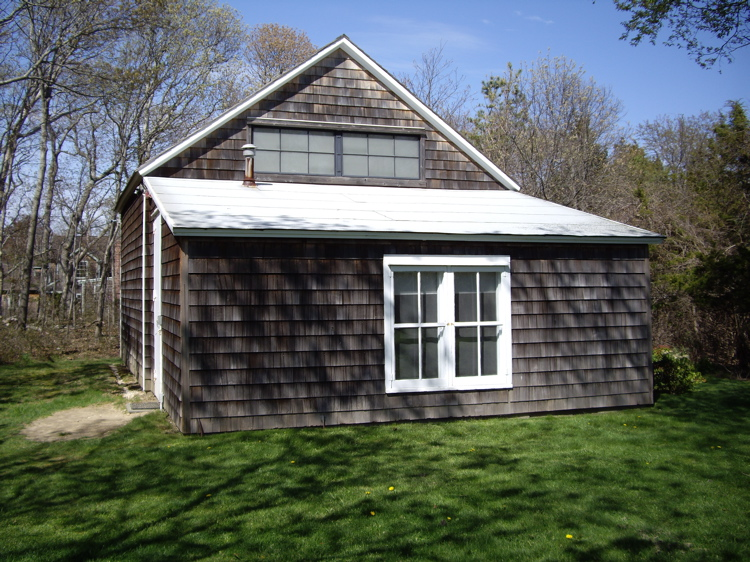
Il laboratorio di Jackson Pollock a Springs, NY

Nell'ottobre del 1945 Pollock sposò una nota pittrice statunitense, Lee Krasner, e il mese successivo si trasferirono in quello che è ora conosciuto come il Pollock-Krasner House di Springs, Long Island. Peggy Guggenheim prestò loro la somma necessaria per pagare l'anticipo di una casa in legno con annesso un fienile, che Pollock trasformò in un laboratorio. Fu lì che perfezionò la sua celebre tecnica di pittura spontanea con cui faceva colare il colore direttamente sulla tela.
Pollock era stato introdotto all'uso del colore puro nel 1936, durante un seminario sperimentale tenuto a New York dall'artista messicano specializzato in murales David Alfaro Siqueiros. Aveva quindi usato la tecnica di versare il colore sulla tela, una tra le diverse tecniche impiegate in quel periodo, per realizzare all'inizio degli anni quaranta quadri come Male and Female e Composition with Pouring I. Dopo essersi trasferito a Springs iniziò a dipingere stendendo le tele sul pavimento del suo studio e sviluppando quella che venne in seguito definita la tecnica del dripping (in italiano sgocciolatura). Per applicare il colore si serviva di pennelli induriti, bastoncini o anche siringhe da cucina. La tecnica inventata da Pollock di versare e far colare il colore è considerata come una delle basi del movimento dell'action painting.
Operando in questo modo si distaccò completamente dall'arte figurativa e andò contro la tradizione di usare pennello e cavalletto, decidendo inoltre di non servirsi per il gesto artistico della sola mano; per dipingere usava tutto il suo corpo. Nel 1956 la rivista Time soprannominò Pollock "Jack the Dripper" per il suo singolare stile di pittura.
(Jackson Pollock)
(Jackson Pollock)
(Jackson Pollock)
Negli anni quaranta Pollock aveva assistito a delle dimostrazioni di sand painting ("pittura con la sabbia") da parte di nativi americani. Anche i muralisti messicani e la pittura automatica dei surrealisti ebbero una certa influenza sulla sua arte. Pollock negava l'esistenza del "caso"; generalmente aveva un'idea precisa dell'aspetto che una particolare opera avrebbe dovuto avere e per ottenerlo si serviva del suo corpo, su cui aveva il controllo, unito al viscoso scorrere del colore, alla forza di gravità e al modo in cui la tela assorbiva il colore. Si trattava dell'unione del controllabile e dell'incontrollabile. Si muoveva energicamente attorno alle tele spruzzando, spatolando, facendo colare e sgocciolare quasi in una danza e non si fermava finché non vedeva ciò che voleva in origine vedere.
Gli studi di Taylor, Micolich e Jonas hanno analizzato la natura della tecnica di Pollock, scoprendo che alcune opere presentano le stesse caratteristiche dei frattali e che assomigliano sempre più a frattali con il passare del tempo e con il progredire della sua carriera. Si spingono a ipotizzare che in qualche modo Pollock potesse essere consapevole delle caratteristiche del moto caotico e stesse tentando di ricreare quanto percepiva come una perfetta rappresentazione del caos matematico più di dieci anni prima che la stessa teoria del caos fosse formulata.
Nel 1950 Hans Namuth, un giovane fotografo, si propose di realizzare un servizio che ritraeva Pollock mentre era all'opera. Il pittore gli promise che avrebbe iniziato un nuovo dipinto appositamente per il servizio, ma quando Namuth arrivò al laboratorio Pollock gli andò incontro scusandosi e dicendogli che il quadro era già finito. Questa la descrizione di Namuth del momento in cui entrò nel laboratorio:
(Hans Namuth)

### Gli anni cinquanta e il periodo successivo
I quadri più famosi di Pollock sono quelli realizzati nel periodo del "dripping" tra il 1947 e il 1950. Diventò molto noto in seguito alla pubblicazione di un servizio di quattro pagine della rivista Life dell'8 agosto 1949 che si chiedeva: «È il più grande pittore vivente degli Stati Uniti?». Giunto al vertice della fama Pollock decise improvvisamente di abbandonare lo stile che l'aveva reso famoso.
I suoi lavori successivi al 1951 si presentano con un colore più scuro, spesso usa soltanto il nero, e iniziano a reintrodurre elementi di tipo figurativo. Pollock diventò molto apprezzato sul mercato dell'arte e i collezionisti chiedevano con insistenza delle nuove opere.

### La morte

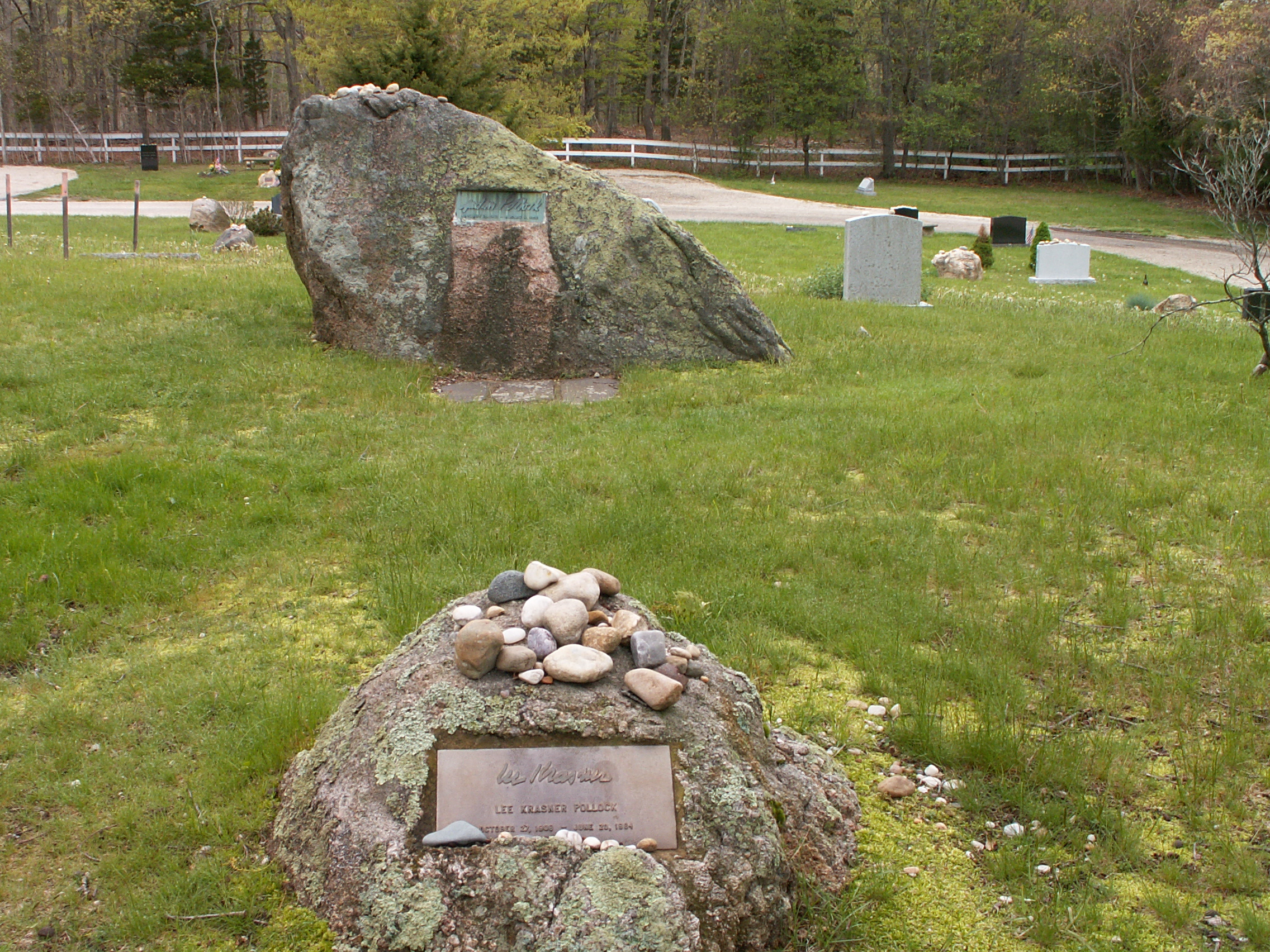
La tomba di Jackson Pollock in secondo piano, preceduta da quella di Lee Krasner al Green River Cemetery

All'età di 44 anni, dopo aver lottato con l'alcolismo per tutta la vita, la carriera di Pollock fu improvvisamente interrotta l'11 agosto 1956, quando morì in un incidente stradale, causato dal suo stato di ebbrezza, avvenuto a meno di due chilometri di distanza dalla sua casa di Springs. Con lui viaggiavano due donne: la sua amante, Ruth Kligman, ristabilitasi dopo essere rimasta seriamente ferita nell'incidente, e un'amica di lei, Edith Metzger, morta invece come Pollock nell'incidente. Il riconoscimento della salma di Pollock venne effettuato, su incarico della Polizia, dall'amico artista Conrad Marca-Relli, suo vicino di casa a East Hampton.
Dopo la sua morte, la moglie Lee Krasner amministrò il suo lascito artistico, facendo in modo che la sua fama e la sua reputazione rimanessero intatte, a dispetto del rapido succedersi delle mode e dei movimenti nel mondo dell'arte contemporanea. Sono entrambi sepolti al Green River Cemetery di Springs.

## Vita privata
Dal 1945 al 1956, l'anno della sua morte, Pollock fu sposato con la pittrice Lee Krasner; la coppia non ebbe figli.

## Stile ed influenza

### Tecniche
La tecnica di pittura di Pollock è il "drip painting", uno stile che si diffuse tra gli anni quaranta e sessanta del Novecento, è un modo di dipingere in cui il colore viene fatto sgocciolare (to drip, in inglese) spontaneamente, lanciato o macchiato sulle tele. L'opera che ne risulta enfatizza l'atto fisico della pittura stessa. Pollock compie l'opera con procedimenti automatici, gesti incondizionati e spontanei, come i surrealisti. I suoi lavori non nascono come "arte studiata" ma si affidano in parte anche al caso, dipingendo in modo impulsivo e istintivo. Utilizzava degli smalti industriali molto economici la cui marca "Duco" divenne poi anche famosa e molto usata.

### Il rapporto con l'arte dei nativi americani
Nell'opera di Jackson Pollock è molto evidente l'influenza dell'arte dei nativi americani. Pollock e gli artisti nativi operano con modalità molto simili; Pollock trae le proprie immagini direttamente dall'inconscio, così come i nativi le traggono dal "mondo degli spiriti"; si serve di un'estetica primitivista, diventa "parte" del dipinto, similmente ai pittori con la sabbia nativi e mostra di tendere verso temi pittorici universali. Essenzialmente, paragonare l'arte di Pollock con quella dei nativi significa esplorare lo stesso modello di linguaggio visuale e senza tempo.
Pollock iniziò a essere influenzato dalla cultura nativa sin dalla giovinezza trascorsa in Arizona, dove entrò in contatto con la loro tradizione culturale orale, le loro cerimonie e i loro miti. Tutto questo lo spinse, nel 1941, a visitare la mostra Indian Art and the United States al Museo di Arte moderna. Qui vide la loro tecnica della "pittura con la sabbia" e tornò varie volte per assistere alle dimostrazioni pratiche che lì si tenevano. Questa forma d'arte, praticata da stregoni in uno stato di estrema concentrazione o simile a quello di trance, ebbe una grande influenza su Pollock che, grazie a essa, sviluppò la propria celebre tecnica chiamata pouring; gli stregoni infatti erano usi versare sabbie colorate su una superficie piatta che potevano avvicinare da ogni lato.
Questo modo di procedere era anche paragonabile al surrealismo automatico, una tecnica con cui i dipinti vengono creati "automaticamente". Un esempio di questa tecnica è rappresentato da Meditation on an Oak Leaf, un'opera di André Masson che Pollock ammirava moltissimo.
Pollock conosceva bene anche altre discipline molto "alla moda", come la psicoanalisi e il primitivismo che rappresentò un altro punto di contatto con l'arte nativo-americana. Durante il periodo in cui era in cura da Joseph Henderson, uno psicanalista junghiano, come terapia contro l'alcolismo creò molti "disegni psicanalitici". Utilizzava poi questi disegni per discutere con i medici del proprio stato mentale. Si potrebbe dire che anche l'origine dei disegni - l'inconscio/subconscio - fosse in effetti simile a quella degli artisti nativi, che operavano in uno stato di allucinazione causato dall'uso di droghe come il cactus di San Pedro che favoriva il loro viaggio nel "mondo degli spiriti". Si tratta di uno stato mentale in cui le vivide allucinazioni si combinano tra loro per comporre immagini di tipo sia astratto sia figurativo. Le rappresentazioni che ne derivano del mondo degli spiriti presentano un'estetica simile a quella dei disegni psicanalitici di Pollock perché entrambi combinano appunto elementi astratti e geometrici che si originano dai recessi più profondi della mente.

### L'opinione dei critici
Il lavoro di Pollock è sempre stato al centro delle attenzioni della critica e ha suscitato importanti discussioni.
Pollock, per un breve periodo degli anni cinquanta, ha avuto anche il tempo di occuparsi di arte postale, come accenna il critico Eraldo Di Vita nei suoi scritti.
Harold Rosenberg ha detto del modo in cui Pollock ha cambiato il modo di dipingere:
(Harold Rosemberg)
Clement Greenberg apprezzò l'opera di Pollock sul piano formale, in quanto si adattava bene alla sua visione della storia dell'arte interpretata come una progressiva purificazione delle forme unita all'eliminazione del contenuto storico. Vide quindi il lavoro di Pollock come la migliore forma di pittura della sua epoca e il punto più alto della tradizione artistica occidentale che era giunta a lui passando per Monet, Cézanne e il cubismo.
Esposizioni delle opere di Pollock dopo la morte dell'artista furono patrocinate dal Congress for Cultural Freedom, un'organizzazione che promuoveva la cultura e i valori statunitensi appoggiata dalla CIA. Alcuni studiosi di sinistra, tra cui Eva Cockcroft, hanno sostenuto che il governo e la classe dominante hanno adottato Pollock e l'espressionismo astratto con il preciso intento di porre gli Stati Uniti in prima fila nel mondo globale dell'arte e sminuire in questo modo il movimento del realismo socialista. Secondo le parole della Cockcroft, Pollock diventò una delle "armi per combattere la guerra fredda".
L'opera Connoisseur del pittore Norman Rockwell sembra un commento allo stile di Pollock. Il dipinto rappresenta un uomo elegantemente vestito in piedi di fronte a uno dei quadri di Pollock composti da spruzzi di colore. Il contrasto tra l'uomo e la pittura di Pollock, insieme alla costruzione della scena, sembra enfatizzare la differenza tra il relativamente incomprensibile stile di Pollock e una figura tradizionale e gli stili artistici figurativi, così come simboleggia gli incredibili mutamenti nel senso estetico introdotti dai moderni movimenti artistici.
Il movimento femminista ha criticato il maschilismo che sembra caratterizzare l'espressionismo astratto, vedendo nell'opera di Pollock la realizzazione delle fantasie fallocentriche del maschio su delle tele simbolicamente poste in posizione supina.
Altri, come l'artista, critico e autore satirico Craig Brown, si sono dichiarati stupefatti che «dei poster decorativi fatti senza un minimo di cervello abbiano potuto conquistare un posto nella storia dell'arte al fianco di Giotto, Tiziano e Velázquez».
Il Reynolds News in un titolo del 1959 ha scritto: «Questa non è arte, è uno scherzo di cattivo gusto.»

### L'eredità di Jackson Pollock
Attualmente la Pollock-Krasner House è di proprietà della Stony Brook Foundation, una filiale no-profit della Stony Brook University. Da maggio a ottobre la casa e lo studio sono aperti alle visite del pubblico.
Nel 2000 è stato girato un film biografico sulla vita dell'artista intitolato Pollock. La realizzazione del film è stata ideata da Ed Harris, che ha interpretato il ruolo di Pollock e ha diretto la pellicola. Grazie alla sua interpretazione di Lee Krasner, Marcia Gay Harden ha vinto il premio Oscar alla miglior attrice non protagonista. Anche Ed Harris ha ricevuto nell'occasione una nomination all'Oscar al miglior attore. Nella pellicola è anche presente l'attrice, premio Oscar, Jennifer Connelly, nel ruolo dell'amante di Pollock, Ruth Kligman.
Nel novembre 2006, l'opera di Pollock No. 5, 1948, è stata venduta per 148 100 000 dollari, diventando così il dipinto più caro mai venduto. Tale primato è stato comunque superato nel 2012 dalla vendita di una versione del quadro I giocatori di carte di Paul Cézanne per 250 milioni di dollari alla famiglia reale Al Thani del Qatar.
È in corso un dibattito per stabilire se ventiquattro tra dipinti e disegni ritrovati nel 2003 in un armadio a Wainscott, New York, siano effettivamente opera di Pollock. Alcuni fisici si sono chiesti se l'analisi dei frattali sia utilizzabile per autenticare le opere. L'analisi dei colori usati evidenzia che alcuni di essi non erano ancora stati brevettati all'epoca della morte di Pollock, anche se potrebbe esserseli procurati ugualmente da qualche commerciante. La discussione non ha ancora prodotto risultati.
Nel 2006, è stato realizzato un documentario intitolato Who the Fuck Is Jackson Pollock? in cui si parla del caso di una camionista, di nome Teri Horton, che ha acquistato per cinque dollari, a un mercatino delle pulci, quello che potrebbe essere in realtà un dipinto di Pollock del valore di svariati milioni.

## Lista delle opere più celebri
- (1942) Male and Female - Philadelphia Museum of Art
- (1942) Stenographic Figure - Museum of Modern Art, New York
- (1943) Mural - University of Iowa Museum of Art
- (1943) Moon-Woman Cuts the Circle
- (1943) The She-Wolf - Museum of Modern Art, New York
- (1943) Blue (Moby Dick) - Ohara Museum of Art
- (1943) Guardians of the Secret - Museum of Modern Art di San Francisco
- (1945) Troubled Queen - Museum of Fine Arts, Boston
- (1946) Eyes in the Heat - Peggy Guggenheim collection, Venezia
- (1946) The Key - Art Institute of Chicago
- (1946) The Tea Cup - Collection Frieder Burda, Baden Baden
- (1946) Shimmering Substance - Museum of Modern Art, New York
- (1947) Full Fathom Five - Museum of Modern Art, New York
- (1947) Cathedral - Dallas Museum of Fine Arts, Dallas, Texas, USA
- (1947) Enchanted Forest - Peggy Guggenheim collection, Venezia
- (1948) Painting
- (1948) Number 5 - Collezione David Martinez
- (1948) Number 8
- (1948) Summertime: Number 9A - Tate Modern, Londra
- (1949) Number 3 - Hirshhorn Museum and Sculpture Garden, Washington D.C., USA
- (1949) Number 10 - Museum of Fine Arts, Boston
- (1950) Number 1, 1950 (Lavender Mist) - National Gallery of Art, Washington
- (1950) Autumn Rhythm (Number 30), 1950 - Metropolitan Museum of Art, New York
- (1950) Number 29, 1950 - National Gallery of Canada, Ottawa
- (1950) One: Number 31, 1950 - Museum of Modern Art, New York
- (1950) No. 32 - Kunstsammlung Nordrhein-Westfalen, Düsseldorf, Germany
- (1951) Number 7 - National Gallery of Art, Washington
- (1952) Convergence - Albright-Knox Art Gallery, Buffalo
- (1952) Blue Poles: No. 11, 1952 - National Gallery of Australia, Canberra
- (1953) Portrait and a Dream - Dallas Museum of Fine Arts, Dallas, Texas, USA
- (1953) Easter and the Totem - Museum of Modern Art, New York
- (1953) Ocean Greyness - Solomon R. Guggenheim Museum, New York, USA
- (1953) The Deep - Georges Pompidou Centre, Paris, France

## Film e documentari su Jackson Pollock
- documentario - Jackson Pollock di Kim Evans (1987)
- documentario - Jackson Pollock: Love and Death on Long Island di Teresa Griffiths (1999)
- lungometraggio - Pollock di Ed Harris (2000)
- cortometraggio - Pollock Squared di William Rabinovitch (2003)
- documentario - Jackson Song. Un Ricordo di Jackson Pollock di Francesco Dal Bosco (2004)